# Pós-capitalismo
O pós-capitalismo é um estado em que os sistemas econômicos do mundo não podem mais ser descritos como formas de capitalismo. Vários indivíduos e ideologias políticas especularam sobre o que definiria um mundo assim. Segundo algumas teorias marxistas clássicas e algumas das teorias de evolucionismo social, as sociedades pós-capitalistas podem surgir como resultado da evolução espontânea à medida que o capitalismo se torna obsoleto. Outros propõem modelos para substituir intencionalmente o capitalismo. Os mais notáveis entre eles são o socialismo e o anarquismo.
Em 1993, Peter Drucker descreveu uma possível evolução da sociedade capitalista em seu livro Sociedade Pós-Capitalista. O livro afirmou que o conhecimento, e não o capital, a terra ou o trabalho, é a nova base da riqueza. Espera-se que as classes de uma sociedade totalmente pós-capitalista sejam divididas em trabalhadores do conhecimento ou trabalhadores de serviços, em contraste com os capitalistas e proletários de uma sociedade capitalista. No livro, Drucker estimou que a transformação para o pós-capitalismo seria concluída entre 2010 e 2020.
Drucker também defendeu repensar o conceito de propriedade intelectual, criando um sistema universal de licenciamento. Os consumidores assinariam  serviços por um preço e os produtores assumiriam que tudo é reproduzido e distribuído gratuitamente através das redes sociais.
Em 2015, de acordo com Paul Mason, o aumento da desigualdade de renda, a repetição dos ciclos econômicos e as contribuições do capitalismo às mudanças climáticas levaram economistas, pensadores políticos e filósofos a considerar seriamente como uma sociedade pós-capitalista ficaria e funcionaria. Espera-se que o pós-capitalismo seja possível com avanços adicionais em automação e tecnologia da informação - os quais estão efetivamente fazendo com que os custos de produção tendam a zero.